# Байрамов Аман-Гильди Овезович
Аман-Гильди Овезович Байра́мов (1942) — туркменський дипломат.

## Біографія
Народився у 1942 році в Ашхабаді.[джерело?] У 1969 закінчив Московський інститут народного господарства. Володіє російською мовою.
З 1969 по 1979 — економіст, начальник відділу Держплану Туркменістану;
З 1979 по 1986 — робота в партійних органах Туркменістану;
З 1986 по 1991 — голова міського виконавчого комітету м. Ашхабад;
З 1991 по 1992 — Міністр фінансів Туркменістану;
З 1992 по 1993 — заступник Міністра економіки і фінансів Туркменістану;
З 1993 — заступник директора Інституту економіки при Кабінеті Міністрів Туркменістану;
З 1993 по 1999 — Надзвичайний і Повноважний Посол Туркменістану в Ісламській Республіці Іран;
З 08.04.1999 по 2007 — Надзвичайний і Повноважний Посол Туркменістану в Києві Україна.